# Giovanni De Murtas
Giovanni De Murtas (Osini, 7 agosto 1957 – San Gregorio, 1º aprile 2000) è stato un politico italiano.

## Biografia
Figlio di Armando Demurtas di Ulassai che in quegli anni era Sindaco di Osini, poiché i suoi genitori sono entrambi ulassesi, una volta finito il mandato del padre, ritorna a Ulassai, dove vivrà una parte significativa della sua vita.
Frequenta il liceo scientifico di Jerzu, conseguendo la maturità col massimo dei voti.

Nel 1976 si iscrive all'Università di Cagliari, dove si laurea in Lingua e letteratura francese con una tesi su Roland Barthes, riportando il punteggio di 110/110 e lode e la dignità di stampa. Da ragazzo aderisce al Partito di Unità Proletaria, e nel 1991 è tra i fondatori di Rifondazione comunista nel nuorese.
Insegna in alcuni licei ogliastrini prima di approdare in Parlamento nel 1994 con i progressisti e nel 1996 nelle liste dell'Ulivo; viene eletto nel collegio ogliastrino. Dirigente di Rifondazione Comunista, segretario della Federazione nuorese, ed esponente del CPN, nell'ottobre del 1998 aderisce al PdCI di Armando Cossutta. Durante i 6 anni da parlamentare si interessa soprattutto dei problemi della Scuola (sua è la legge sull'uso in comodato dei libri di testo nelle scuole) e del rilancio dell'industria nella Sardegna centrale.
È stato segretario regionale in Sardegna del Partito dei Comunisti Italiani.
Nel 2000, muore in seguito ad un incidente stradale. In seguito alla sua morte avvenuta durante la XIII legislatura, si svolsero le elezioni suppletive nel suo collegio sardo della Camera dei deputati, alle quali venne eletto Tonino Loddo. È sepolto presso il cimitero di Ulassai.

## Curiosità
- L'Associazione Culturale "Sa perda e su entu" di Ulassai ha dedicato a suo nome il "Premio Letterario Giovanni Demurtas".
- Il 31 marzo del 2012 l'Amministrazione Comunale di Ulassai ha dedicato a suo nome la Scuola dell'Infanzia presso l'edificio della Ex Casa del Fascio.